# Crimen y violencia en América Latina
El crimen y la violencia afectan la vida de millones de personas en América Latina. Algunos consideran que la desigualdad social es un factor importante que contribuye a los niveles de violencia en América Latina, donde el Estado no logra prevenir el crimen y el crimen organizado toma el control del Estado en áreas donde el Estado no puede ayudar a la sociedad, como en comunidades empobrecidas. En los años posteriores las transiciones del autoritarismo a la democracia, el crimen y la violencia se han convertido en grandes problemas en América Latina. 
La región experimentó más de 2,5 millones de asesinatos entre 2000 y 2017 varios estudios indicaron la existencia de una epidemia en la región; la Organización Panamericana de la Salud llamó a la violencia en América Latina "la pandemia social del siglo XX". Además del costo humano directo, el aumento del crimen y la violencia ha impuesto importantes costos sociales y ha dificultado mucho más los procesos de desarrollo económico y social, consolidación democrática e integración regional en las Américas.

Numerosos factores han causado las inmensamente altas tasas de criminalidad en América Latina. Dos factores significativos que han estado influyendo en la violencia son las altas tasas de pobreza y las cantidades consistentemente altas de tráfico de drogas. Datos: UNODC, 2012.

## Consecuencias para la región
Las altas tasas de delincuencia y violencia en América Latina están socavando el crecimiento, amenazando el bienestar humano e impidiendo el desarrollo social según el Banco Mundial y la Oficina de las Naciones Unidas contra la Droga y el Delito (UNODC) según el Financial Times, "La región registra cerca del 40 por ciento de los asesinatos del mundo a pesar de albergar solo el 9 por ciento de la población mundial. Según Lapop, uno de cada cuatro latinoamericanos fue asaltado y robado "en 2018. América Latina está atrapada en un círculo vicioso, donde el crecimiento económico se ve frustrado por las altas tasas de criminalidad y las oportunidades económicas insuficientes contribuyen a la alta criminalidad. El crimen y la violencia prosperan cuando el estado de derecho es débil, las oportunidades económicas son escasas y la educación es deficiente. Por lo tanto, abordar de manera efectiva el crimen requiere un enfoque holístico y multisectorial que aborde sus causas fundamentales sociales, políticas y económicas.
Estadísticas recientes indican que la delincuencia se está convirtiendo en el mayor problema de América Latina. Amnistía Internacional ha declarado a América Latina como la región más peligrosa del mundo para el trabajo de los periodistas. 
En México los grupos narcotraficantes rivales han estado luchando entre sí, creando así nuevos peligros en las zonas rurales. El crimen es extremadamente alto en todas las principales ciudades de Brasil. Los ciudadanos ricos han tenido que velar por su propia seguridad. En gran parte de Río de Janeiro, se dice que las bandas criminales armadas tienen el control. Las estadísticas de delincuencia fueron altas en El Salvador, Guatemala y Venezuela durante 1996. La policía no ha podido manejar la carga de trabajo y se ha llamado al ejército para ayudar en estos países. Hubo una ola de delincuencia muy distinta en América Latina.  
La ciudad que actualmente encabeza la lista de las ciudades más violentas del mundo es San Pedro Sula en Honduras, lo que lleva a varios medios a calificarla como la "capital mundial del asesinato". Colombia registró una tasa de homicidios de 24,4 por cada 100.000 personas en 2016, la más baja desde 1974. El mínimo de 40 años en asesinatos se produjo el mismo año en que el gobierno colombiano firmó un acuerdo de paz con el FARC. 
El crimen está ralentizando el crecimiento económico y socavando la consolidación democrática en América Latina. En los días de hoy América Latina tiene la dudosa distinción de ser la región más violenta del mundo, con índices combinados de delincuencia que triplican el promedio mundial y son comparables a los índices de las naciones en guerra. Esto está afectando enormemente el desarrollo de la región al afectar tanto el crecimiento económico como la fe pública en la democracia.
El Banco Interamericano de Desarrollo estima que el Producto interno bruto per cápita de América Latina sería un veinticinco por ciento más alto si las tasas de criminalidad de la región fueran iguales al promedio mundial. De manera similar, el Banco Mundial ha identificado una fuerte correlación entre el crimen y la desigualdad de ingresos. Las asociaciones empresariales de la región clasifican la delincuencia como el problema número uno que afecta negativamente el comercio y la inversión. La violencia relacionada con el crimen también representa la amenaza más importante para la salud pública, afectando a más víctimas que el VIH/sida u otras enfermedades infecciosas.
La fe pública en la democracia misma está amenazada ya que se percibe que los gobiernos son incapaces de brindar servicios básicos como la seguridad pública. Un informe de las Naciones Unidas reveló que solo el 43 por ciento de los latinoamericanos apoya plenamente la democracia. La delincuencia se ha elevado rápidamente a la cima de la lista de preocupaciones de los ciudadanos en América Latina. Como lo describió la revista The Economist, "en varios países de América Latina, 2004 será recordado como el año en que el pueblo se rebeló contra el crimen". 
Las marchas callejeras masivas como las que tuvieron lugar en Argentina, México y Brasil y otras expresiones de protesta contra la violencia, han hecho cada vez más difícil que los políticos eviten abordar el tema y en muchos países, han convertido el abordaje del crimen en un tema central tema en las plataformas de los partidos políticos en toda la región. Varios líderes en la región, incluidos Tony Saca de El Salvador, Ricardo Maduro en Honduras, Óscar Berger de Guatemala y Álvaro Uribe en Colombia, han hecho campaña con un fuerte mensaje contra el crimen. Los Presidentes de Honduras y El Salvador han llamado a las pandillas una amenaza tan grande para la seguridad nacional en sus países como lo es el terrorismo para los Estados Unidos. 
"Los investigadores del Banco Mundial han demostrado la existencia de una 'inercia criminal', en la que las altas tasas de criminalidad perduran mucho después de que las causas socioeconómicas latentes hayan desaparecido o hayan sido abordadas mediante intervenciones políticas". 
Otra razón por la que los críticos creen que alimenta el crimen en América Latina se debe al deficiente sistema de educación primaria pública que, según dicen, "ha dado lugar a jóvenes sin trabajo o sin expectativas de empleo, alimentando así el creciente problema de la violencia de las pandillas en América Central, México, Panamá, Trinidad y Tobago, Jamaica, Colombia y Brasil".

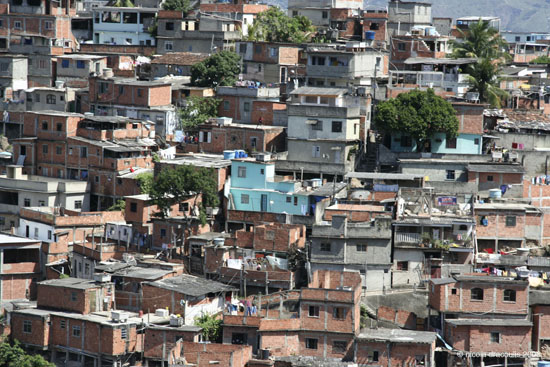
Una favela (barrio marginal) en Río de Janeiro.

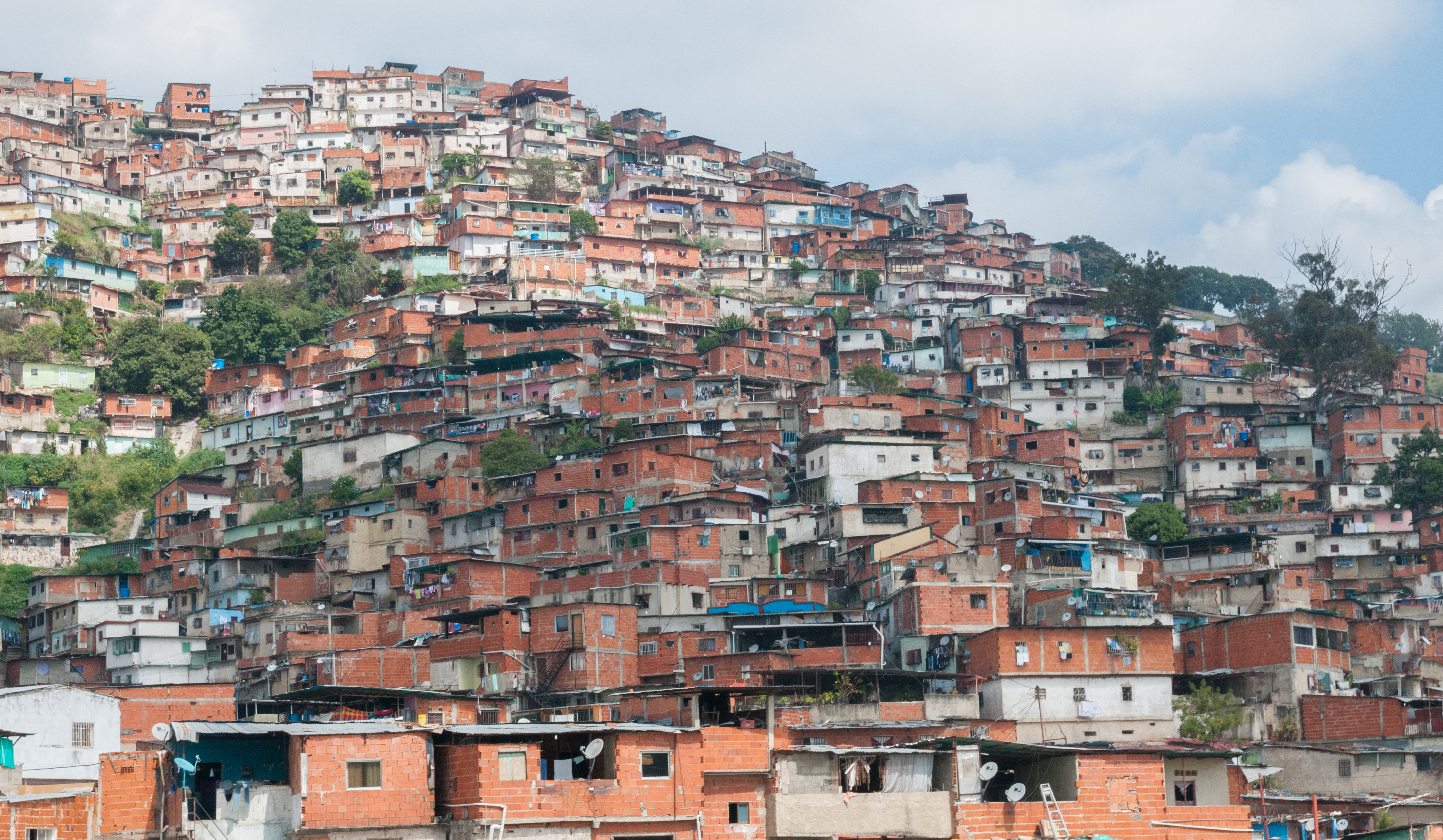
Favelas de Petare en Caracas.

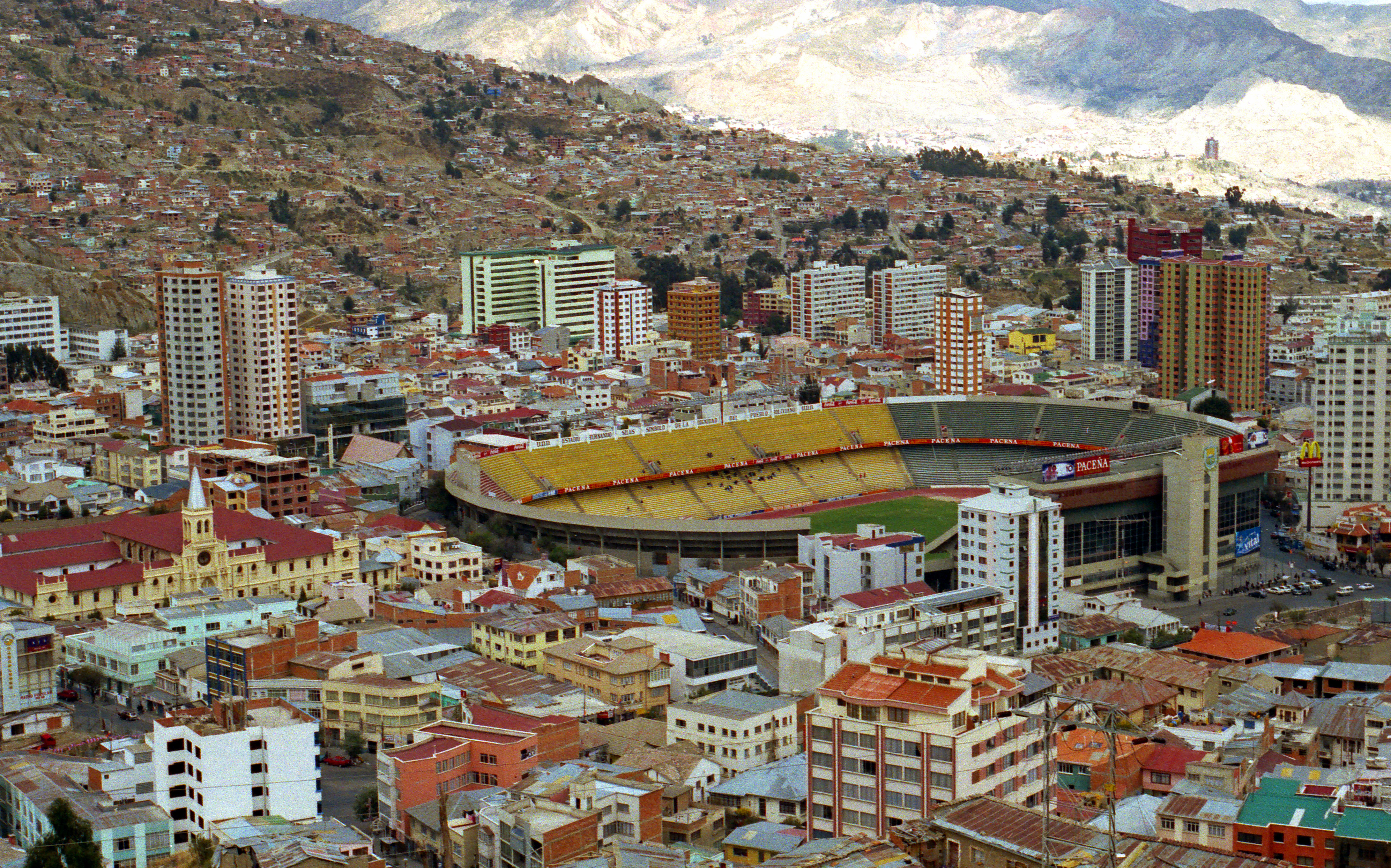
Barrios marginales en La Paz

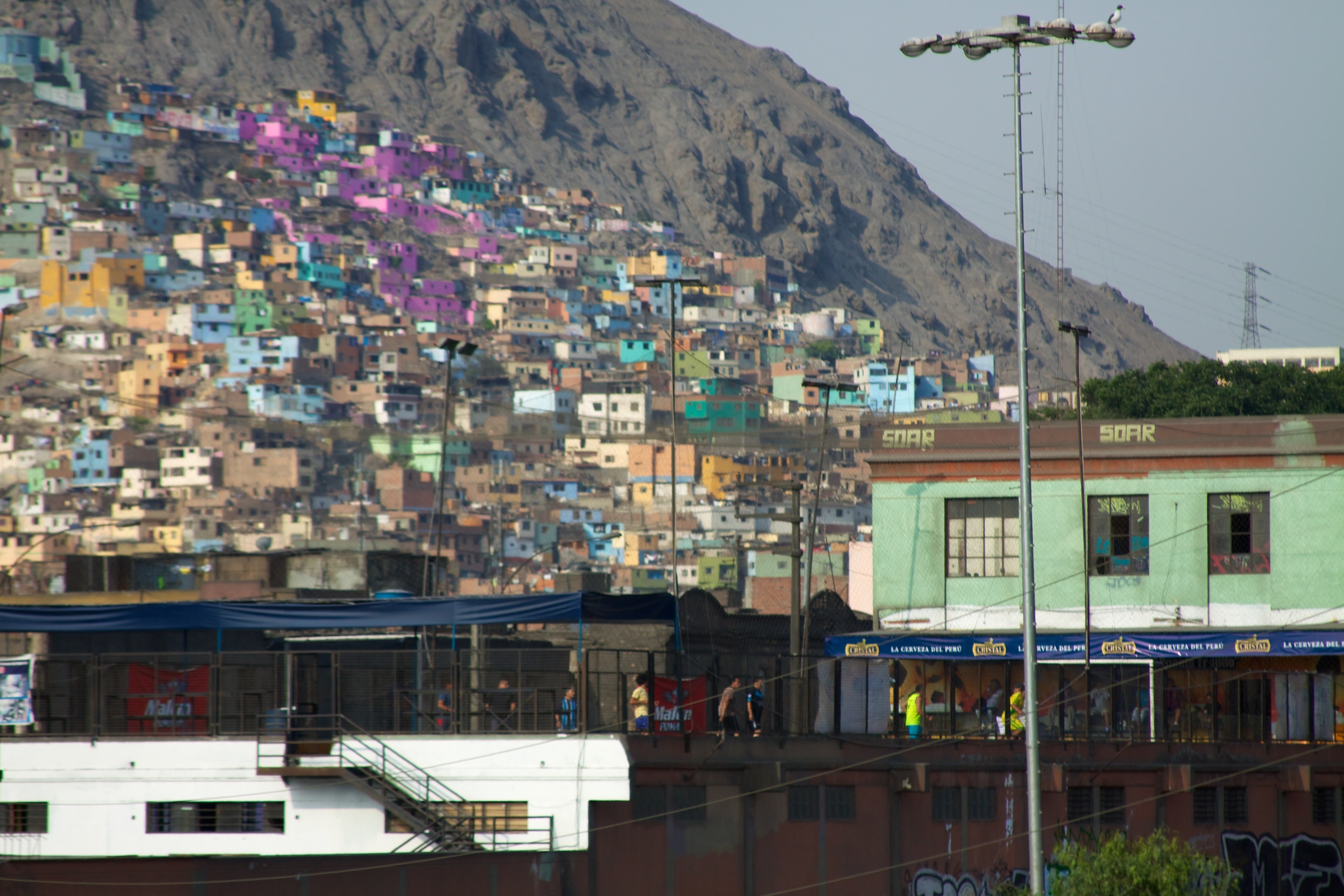
Barrios en Lima.

## Naciones latinoamericanas con altas tasas de criminalidad

### Brasil

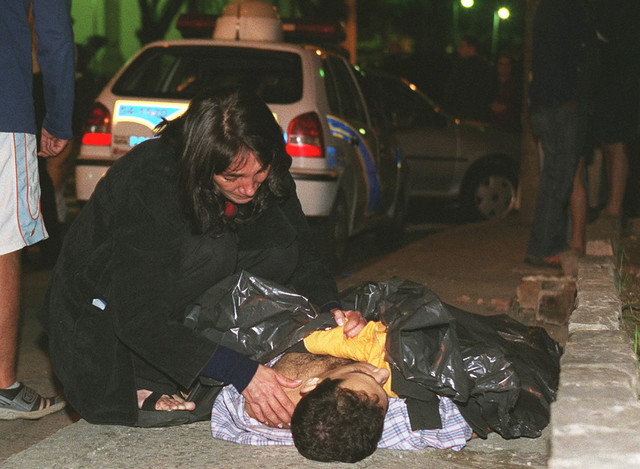
La escena de un asesinato en Río de Janeiro. Más de 800.000 personas fueron asesinadas en Brasil entre 1980 y 2004.

Brasil es uno de los Países que tiene la mayor desigualdad en términos de la brecha entre los muy ricos y los extremadamente indigentes. Una gran parte de la población vive en la pobreza: según el Banco Mundial, una quinta parte de los 173 millones de habitantes de Brasil representan solo una participación del 2,2 por ciento del ingreso nacional. Brasil ocupa el segundo lugar después de Sudáfrica en una clasificación mundial de desigualdad de ingresos.
La incidencia de delitos violentos -incluidos atracos, robos a mano armada, asesinatos y agresiones sexuales- es particularmente alta en Río de Janeiro, Recife y otras grandes ciudades. De hecho, hubo un total de 63.880 asesinatos en Brasil en 2018. El robo de autos también es común, particularmente en las principales ciudades. Los delincuentes a menudo usan armas. Los niveles de delincuencia en las zonas marginales son muy altos. Las víctimas han resultado gravemente heridas o muertas al resistir a los perpetradores. Según los informes, durante las temporadas altas de turismo, grandes bandas delictivas organizadas han robado y asaltado a los bañistas. El país es bien conocido por tener casi 60,000 asesinatos documentados cada año durante la última década, en su mayoría relacionados con drogas y robos.
Los 'secuestros exprés', en los que se secuestra a personas y se las obliga a retirar fondos de cajeros automáticos para asegurar su liberación, son comunes en las principales ciudades, como Río de Janeiro, São Paulo, Brasilia, Salvador y Recife. 
Las personas han sido asaltadas y asaltadas al usar taxis no registrados. Los delitos menores, como los carteristas y el robo de bolsos, son comunes los ladrones operan en los mercados al aire libre, en los hoteles y en el transporte público.

### Colombia
Elementos de todos los grupos armados han estado involucrados en el narcotráfico, donde la presencia del Estado ha sido débil, con la población civil atrapada en el fuego cruzado y, a menudo, atacada deliberadamente por "colaborar". Los defensores de los derechos humanos culpan a los paramilitares de masacres, "desapariciones" y casos de tortura y desplazamiento forzado, junto a las guerrillas de las FARC-EP y el ELN están detrás de asesinatos, secuestros y extorsiones. El nivel de violencia relacionada con las drogas se redujo a la mitad en los últimos 10 años, cuando Colombia pasó de ser el país más violento del mundo a tener una tasa de homicidios inferior a la registrada en países como Honduras, Jamaica, El Salvador, Venezuela, Guatemala, Trinidad y Tobago y Sudáfrica.[cita requerida]
La policía Nacional dice que el número de secuestros ha disminuido un 92% desde el año 2000. Los delincuentes comunes son ahora los perpetradores de la gran mayoría de los secuestros. Para el año 2016, el número de secuestros en Colombia había descendido a 205.
Colombia registró una tasa de homicidios de 24,4 por 100.000 en 2016, la más baja desde 1974. El mínimo de 40 años en asesinatos se produjo el mismo año en que el gobierno colombiano el acuerdo de paz con las FARC-EP.

### El Salvador

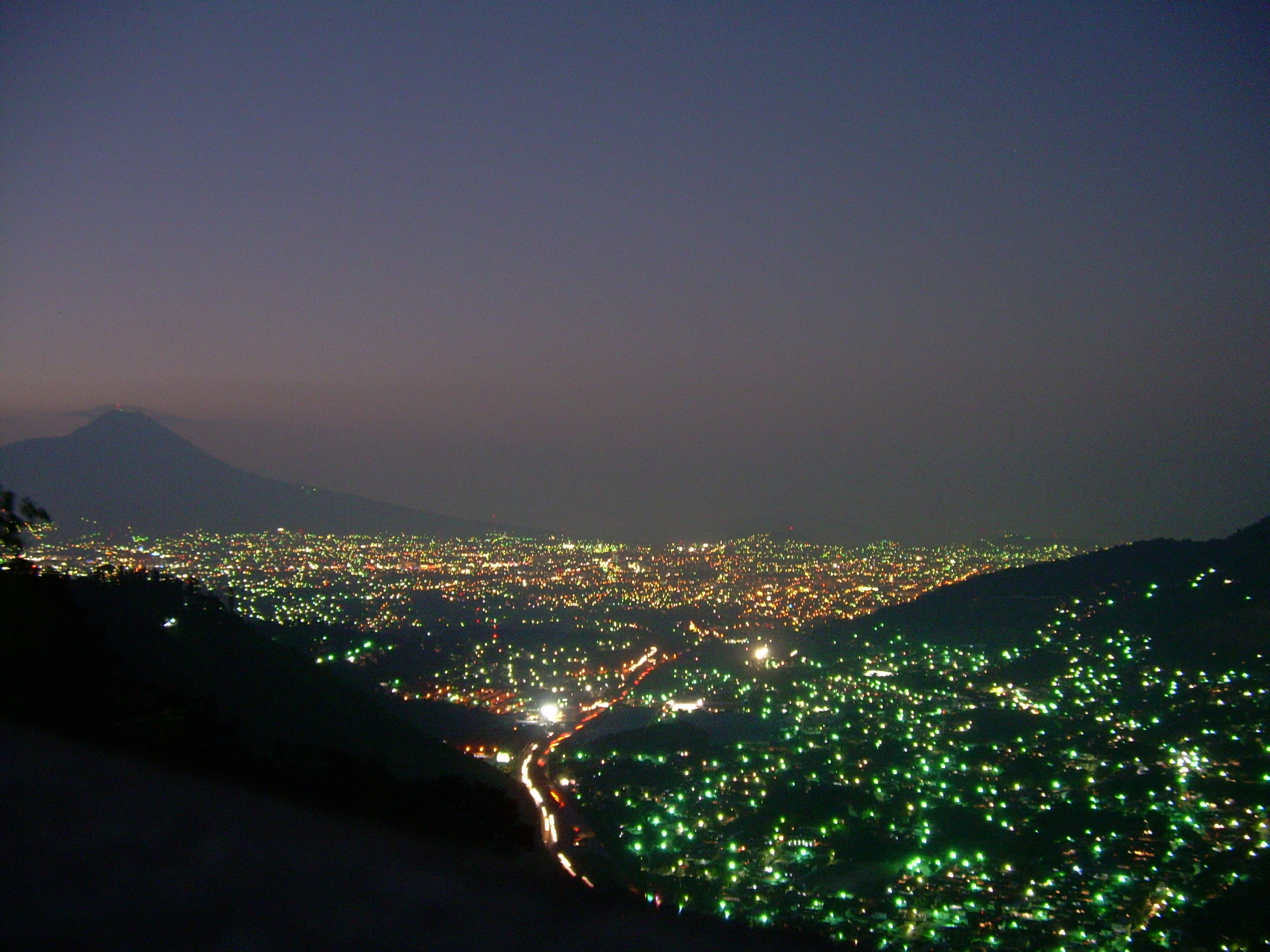
San Salvador por la noche

El crimen violento es rampante en El Salvador. En 2012 la tasa de homicidios alcanzó un máximo de 105 homicidios por cada 100.000 habitantes. En 2016, la tasa disminuyó un 20%, pero El Salvador sigue siendo uno de los países más peligrosos del mundo. A partir de marzo de 2012, El Salvador ha visto una caída del 40% en el crimen debido a lo que el gobierno salvadoreño llamó una tregua de pandillas. A principios de 2012, hubo un promedio de 16 asesinatos por día, pero a fines de marzo ese número se redujo a menos de 5 por día y el 14 de abril de 2012, por primera vez en más de 3 años, no hubo asesinatos en el país. En general, hubo 411 asesinatos en el mes de enero de 2012, pero en marzo la cifra fue de 188, más del 40 % de reducción en la delincuencia. Todo esto sucede mientras el crimen en la vecina Honduras ha alcanzado un máximo histórico. Mujeres y niñas ciudadanas y extranjeras han sido víctimas de trata sexual en El Salvador.
Los delitos violentos que incluyen robo a mano armada, bandolerismo, agresión, secuestro, agresión sexual y robo de vehículos son comunes, incluso en San Salvador, la capital. El centro de San Salvador es peligroso, especialmente de noche. La ciudad alberga algunas de las pandillas transnacionales familiares del crimen unificado más notorias que se extendieron por la región central de América Central, como la Mara Salvatrucha y la pandilla Calle 18 que llegaron durante y después de la guerra civil de El Salvador.
La situación de seguridad ha empeorado en San Salvador; en 2002, hubo más de 9000 homicidios dolosos en la ciudad por pandillas o maras centroamericanas globales internacionales; 2005 y 2006 vio un empeoramiento de la situación de seguridad. Los delitos han aumentado a 13 diarios, y este fuerte aumento se ha producido en los últimos seis años, lo que hace que las palabras Ciudad de San Salvador sean sinónimo de delincuencia. La representación de San Salvador era una metrópolis oscura y siniestra plagada de crimen, mugre, corrupción y una sensación profundamente arraigada de decadencia urbana, en última instancia, una ciudad viciosa.
Después de la guerra civil y dejada en completa ruina y destrucción, la gente describió y llamó a la ciudad "San Salvador La Ciudad Que Se Desmorona". San Salvador es una corrupción rampante y recurrente dentro de las autoridades civiles y la infraestructura de la ciudad. Ciertos lugares disputados por bandas rivales, especialmente en los barrios pobres de las afueras de la ciudad de San Salvador, están etiquetados como tierra de nadie.
La corrupción de alto nivel en El Salvador es un problema serio. El presidente Mauricio Funes se comprometió a investigar y enjuiciar a altos funcionarios corruptos cuando asumió el cargo en junio de 2009, pero luego de una tregua política con su predecesor, Antonio Saca , quien fue expulsado del partido ARENA en medio de acusaciones de corrupción a gran escala, Funes se mostró reacio a abordar el problema. ARENA alegó que habían desaparecido $219 millones en fondos gubernamentales bajo el control personal de Saca. Los propios ex aliados políticos de Saca en el partido ARENA y el sector privado le dijeron a la Embajada de Estados Unidos en San Salvador sobre el abuso de poder generalizado para obtener ganancias financieras personales. Tal corrupción, informó la Embajada de Estados Unidos en un informe filtrado por WikiLeaks, "fue más allá de los límites" incluso para los estándares salvadoreños.

### Puerto Rico
Puerto Rico se ha convertido en un importante punto de transbordo para las drogas ilegales que se contrabandean desde países de origen como Colombia y Perú hacia el territorio continental de los Estados Unidos. La mayor parte se transporta hacia y a través de la isla desde organizaciones narcotraficantes en la República Dominicana, Colombia, Florida y organizaciones criminales en Puerto Rico. Una de las formas más comunes de contrabando de drogas a la isla es a través de embarcaciones marítimas comerciales y privadas y terminales de contenedores como el Puerto de San Juan.
Es el puerto más activo del Caribe y el segundo más activo de América Latina.
Debido a que las drogas se trafican directamente a la isla desde otros países de origen, son menos costosas que en cualquier otro lugar de los Estados Unidos. Por lo tanto, es barato y fácil para las pandillas callejeras comprar y vender al público principalmente en y desde proyectos de vivienda, lo que genera guerras territoriales y la segunda tasa de homicidios más alta de los Estados Unidos. El socavamiento policial en el narcotráfico y la corrupción también son comunes. Entre 1993 y 2000 1,000 oficiales de policía en Puerto Rico perdieron sus trabajos del departamento debido a cargos criminales y entre 2003 y 2007 75 oficiales fueron condenados por corte federal por corrupción policial. 2011 fue marcado como el año más violento para Puerto Rico con aproximadamente 1.120 asesinatos registrados, 30,5 homicidios por cada 100.000 habitantes.

### Venezuela
Venezuela se encuentra entre los lugares más violentos de América Latina. La tensión de clase ha sido durante mucho tiempo parte de la vida en el país sudamericano, donde los robos a mano armada, los robos de vehículos y los secuestros son frecuentes. Venezuela fue clasificada como la nación más insegura del mundo por Gallup en 2013 y las Naciones Unidas afirmaron que dicho delito se debe al entorno político y económico deficiente del país. Como resultado de los altos niveles de criminalidad, los venezolanos se vieron obligados a cambiar sus formas de vida debido a las grandes inseguridades que experimentaron continuamente. 
Las tasas de criminalidad son más altas en los 'barrios' o 'ranchos' (áreas marginales) después del anochecer. Prevalecen los delitos menores, como los carteristas, particularmente en el transporte público de Caracas. El gobierno en 2009 creó una fuerza de seguridad, la Policía Nacional Bolivariana, que supuestamente ha bajado los índices de criminalidad en las zonas en las que hasta ahora está desplegada según el gobierno venezolano, y se creó una nueva Universidad Experimental de Seguridad. Sin embargo, muchas estadísticas han mostrado un aumento de la delincuencia incluso después de que se tomaron tales medidas, con la tasa de homicidios de 2014 mostrando un aumento a 82 por 100.000, más del cuádruple desde 1998. La capital, Caracas, tiene una de las mayores tasas de homicidios de cualquier gran ciudad del mundo, con 122 homicidios por cada 100.000 habitantes. Venezuela también ocupa un lugar destacado a nivel internacional entre los países con altas tasas de secuestro, con la consultora Control Risk clasificando a Venezuela en el quinto lugar en el mundo por secuestros en 2013  y News.com.au calificando a la capital de Venezuela, Caracas, como "la capital del secuestro" del mundo" en 2013, señalando que Venezuela tenía la tasa de secuestro más alta del mundo y que 5 personas eran secuestradas por un rescate todos los días. 
Los gobiernos extranjeros también han advertido a los turistas sobre las preocupaciones de seguridad durante su visita al país. El Departamento de Estado de los Estados Unidos y el Gobierno de Canadá han advertido a los visitantes extranjeros que pueden ser objeto de robo, secuestro a cambio de un rescate o venta a organizaciones terroristas y asesinato y que sus propios viajeros diplomáticos deben viajar en vehículos blindados. El Ministerio de Asuntos Exteriores y del Commonwealth del Reino Unido ha desaconsejado todos los viajes a Venezuela.

### México
La incidencia delictiva se ha incrementado progresivamente desde el año 2001; principalmente los delitos de robo a transeúnte, secuestro, y homicidio doloso (estos últimos a razón de la guerra contra el narcotráfico). Las tasas bajas de aprehensión y encarcelamiento contribuyen al problema. Muchas causas han generado la delincuencia, las más importantes son el narcotráfico, el tráfico de armas, los asaltos, el desempleo, la polarización económica y la debilidad de las instituciones de seguridad pública y justicia, resaltando la colusión entre el crimen organizado y las autoridades en diferentes escalas gubernamentales (como los casos de Michoacán).
También debe tomarse en consideración, que cada vez los que incurren en la delincuencia en México, son jóvenes, que no tienen ninguna ocupación formal y que dejaron de lado su educación, puesto que las necesidades económicas eran más fuertes. Otra causa importante de la delincuencia en jóvenes es la adicción a algunas drogas, por lo cual los jóvenes son capaces de ejercer dicha delincuencia con el fin de obtener recursos para seguir manteniendo su adicción. Es impactante darse cuenta también, que una de las causas por las que los jóvenes ejercen la delincuencia es por el ambiente en el que se encuentran: desigualdades sociales, familias no funcionales, discriminación o racismo.
En términos comparativos, internacionalmente, las tasas delictivas en México son altas. La delincuencia se puede dividir en varios apartados, siendo los más comunes el robo o asalto al transeúnte, seguido del robo a casa-habitación o a negocios. Otros tipos son la extorsión, la trata de personas, el narcomenudeo, el lavado de dinero, la pornografía infantil y el secuestro, los cuales entran en la categoría de la delincuencia organizada.
Acapulco (2012) ocupa el segundo lugar dentro de las ciudades más violentas del mundo.[cita requerida]
Según informes publicados a principios del 2011, 13 de las 50 ciudades más peligrosas del mundo se encuentran en México, siendo las siguientes:
Acapulco, Ciudad Juárez, Chilpancingo, Torreón, Cuernavaca, Durango, Chihuahua, Reynosa, Mazatlán, Culiacán, Nuevo Laredo, Tepic y Ciudad Obregón.[1][cita requerida]
Otras ciudades inseguras: Mexicali, Tampico, Chetumal, Villahermosa, Tantoyuca, León y Zacatecas.[cita requerida]

## Factores contribuyentes
Una serie de factores han contribuido al aumento de los delitos violentos en América Latina desde las transiciones del autoritarismo a la democracia. Algunos factores intrínsecos y características de cada país agravaron el problema en algunos países. Sin embargo, algunos factores podrían haber aumentado el riesgo de delincuencia y violencia en muchos o la mayoría de los países de la región en el período comprendido entre las décadas de 1980 y 1990: 
- Altos niveles de desigualdad social.
- Guerras civiles y conflictos armados.
- Bajas tasas de crecimiento económico.
- Altas tasas de desempleo.
- Rápido crecimiento de las grandes ciudades y áreas metropolitanas.
- Debilidad de la infraestructura urbana, servicios sociales básicos y organizaciones comunitarias en los barrios más pobres, en la periferia de las grandes ciudades y áreas metropolitanas.
- Creciente disponibilidad de armas y drogas.
- Creciente presencia y fortalecimiento del crimen organizado.
- Cultura de violencia, reforzada por el crimen organizado así como por los medios de comunicación, la policía y los servicios de seguridad privada.
- Bajo nivel de eficacia de la policía y otras instituciones del sistema de justicia penal.
- Mal sistema de educación pública.